# Ковила донецька
Ковила́ доне́цька (Stipa donetzica) — надзвичайно рідкісна багаторічна рослина родини тонконогових, вузький ендемік України. Вид занесений до Червоної книги України у статусі «Недостатньо відомий».

## Опис
Трав'яниста рослина заввишки до 100 см, гемікриптофіт. Утворює щільні компактні дернини завширшки 7-12 см. Стебла голі або під вузлами щетинисті, сіруваті. Листки довгі, плоскі завширшки до 3 мм, або нещільно згорнуті завширшки до 1,5 мм, зовні шорсткі, зверху волосисті. Суцвіття — волоть, що складається з 6-9 одноквіткових колосків. Вісь волоті коротка, щетиниста. Нижня квіткова луска 9-22 мм завдовжки, в основі опушена. Крайові смужки волосків на сім'янці доходять до основи остюка. Остюк 40-50 см завдовжки, двічі колінчастозігнутий, по всій довжині пірчастий, у нижній штопороподібно закрученій частині темно-каштановий, опушений волосками завдовжки 1-5 мм. Перо 32-40 см завдовжки з волосками 6-7 мм.

## Екологія та поширення
Ковила донецька зростає у кам'янистих степах, часто утворює угруповання з ковилою найкрасивішою. Це світлолюбна, морозо- та посухостійка рослина. Квітне у травні, плодоносить у червні-липні. Розмножується насінням.
Усі відомі популяції цього виду знайдені в межах Луганської області України, зокрема на сході Донецького кряжу.

## Значення і статус виду
Ковила донецька потребує додаткового вивчення через свою природну рідкісність. Для збереження популяцій слід оберігати їх від надмірного випасання худоби, порушення місць зростання. Наразі цей вид охороняється у «Провальському степу» — філії Луганського природного заповідника, вирощується у Донецькому ботанічному саду. Він є перспективним як ґрунтоутворююча, протиерозійна та декоративна рослина.